# Bórán

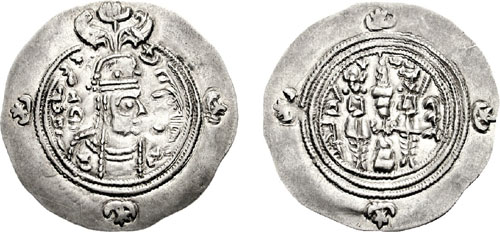
Bóránina mince

Bórán (? – 631) byla perská královna z rodu Sásánovců panující v letech 630–631. Na trůn nastoupila – jako vůbec první žena v perských dějinách – v době vážné vnitropolitické krize, způsobené porážkou jejího otce Husrava II. ve válce s Byzancí (603–628).

## Vláda
Řízení země Bórán převzala za chaotických poměrů po smrti krále Šahrvaráze a patrně současně s ní byl na východě prohlášen panovníkem její bratranec Husrav III. (přesná chronologie není známa). Podle pramenů se snažila ze všech sil konsolidovat královskou moc, ovšem s nevalným výsledkem. Je o ní známo, že se zasadila (patrně ještě jako princezna) o vrácení vzácné relikvie, sv. Kříže, byzantskému císaři Herakleiovi. Zemřela násilně (zardoušením) a vládu po ní převzala její sestra Ázarméducht.
Otakar Klíma se domnívá, že manželem Bórán před jejím nástupem na trůn byl král Šahrvaráz, podle názoru Marie Louise Chaumontové jím byl král Kavád II., její vlastní bratr.